# George Loewenstein
George Loewenstein (né le 9 août 1955) est un éducateur et économiste américain. Il est professeur Herbert Simon d'économie et de psychologie au département des sciences sociales et décisionnelles de l'Université Carnegie-Mellon et directeur du Centre de recherche sur la décision comportementale. Il est connu dans les domaines de l'Économie comportementale, de la Neuroéconomie, du jugement et de la prise de décision.

## Biographie
Loewenstein est le fils de Sophie Freud et l'arrière-petit-fils du célèbre psychologue et psychanalyste Sigmund Freud. Il obtient son baccalauréat en économie magna cum laude de l'Université Brandeis en 1977 et son doctorat en économie de l'Université Yale en 1985 avec une thèse intitulée Expectations and Intertemporal Choice. Il enseigne à la Booth School of Business de l'Université de Chicago avant de prendre un poste à l'Université Carnegie-Mellon. Loewenstein devient membre de l'Académie américaine des arts et des sciences en 2008.
Loewenstein est particulièrement connu pour ses travaux sur le Choix intertemporel et la prévision affective.